# 1,8-Diazafluorén-9-one
Pour les articles homonymes, voir DFO.
La 1,8-diazafluorén-9-one aussi connue comme la DFO, est un composé chimique utilisé pour trouver des empreintes digitales sur des surfaces poreuses. La DFO réagit avec les acides aminés présents dans les empreintes digitales et forme des dérivés hautement fluorescents qui, excités par une lumière à ~ 470 nm, ré-émettent à ~570 nm. Ainsi la DFO fait luire les empreintes digitales quand elles sont éclairées avec une lumière bleu-vert.

## Source
- (en) Cet article est partiellement ou en totalité issu de l’article de Wikipédia en anglais intitulé « 1,8-Diazafluoren-9-one » (voir la liste des auteurs).